# انبارهای کانادا، آشویتس
انبارهای کانادا، آشویتس (انگلیسی: Kanada warehouses, Auschwitz) که هم چنین با نام ساده شدهٔ کانادا شناخته می‌شوند، اماکن انباری اردوگاه کار اجباری آشویتس در لهستان تحت اشغال آلمان در هنگام هولوکاست بودند. اماکنی بودند که برای ذخیره دارایی‌های برداشته شده از زندانیان، به‌طور عمده یهودیانی که در هنگام ورود در اتاق‌های گاز به قتل رسیده بودند، استفاده می‌شد. 